# Etelis
Etelis – rodzaj ryb z rodziny lucjanowatych (Lutjanidae). 

## Klasyfikacja
Gatunki zaliczane do tego rodzaju:
- Etelis boweni Andrews, Fernandez-Silva, Randall & Ho, 2021
- Etelis carbunculus Cuvier, 1828
- Etelis coruscans Valenciennes, 1862
- Etelis oculatus (Valenciennes, 1828)
- Etelis radiosus Anderson, 1981

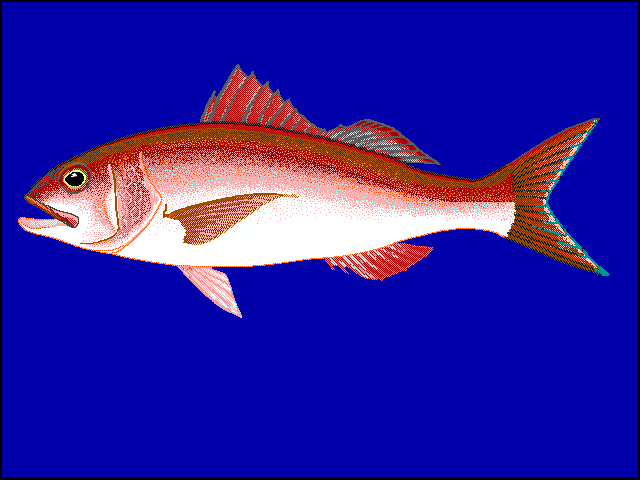
Etelis carbunculus
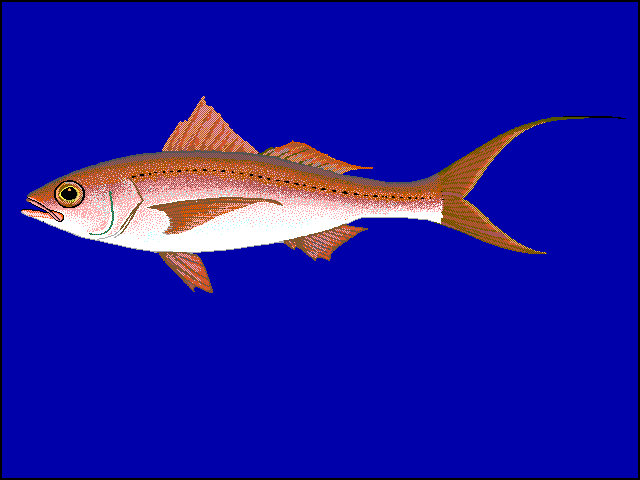
Etelis coruscans
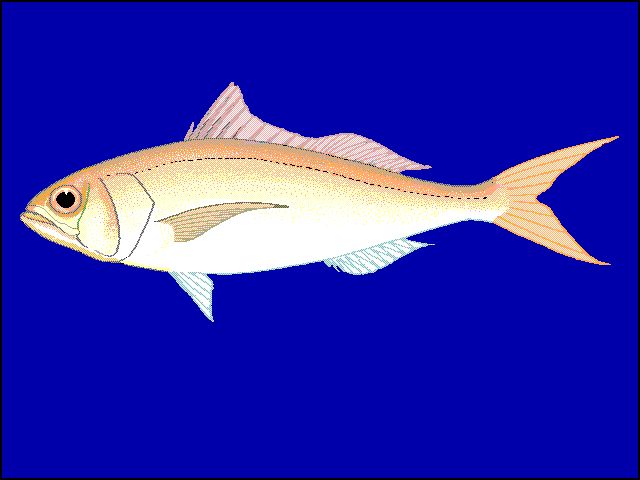
Etelis radiosus